# Hubble Ultra Deep Field
Hubble Ultra-Deep Field (HUDF) са фотографии на Вселената, обхващащи области от свръхдълбокия космос (Hubble Ultra Deep Field), получени от космическия телескоп „Хъбъл“ с експониране за повече от милион секунди (12 денонощия). Изображението е комбинация от данни на усъвършенствана широкоъгълна камера, камера в инфрачервения диапазон и многообективен спектрометър, като обхваща над 10 000 галактики в участък от небето от около 3 ъглови минути в съзвездието Пещ. Някои от тези галактики са едни от най-отдалечените космически обекти, известни на съвременната наука.